# Nomindra flavipes
Nomindra flavipes är en spindelart som först beskrevs av Simon 1908.  Nomindra flavipes ingår i släktet Nomindra och familjen Prodidomidae. Inga underarter finns listade i Catalogue of Life.